# Gospodarsko interesno udruženje
Gospodarsko interesno udruženje je trgovačko društvo sa svojstvom pravne osobe koje osnivaju dvije ili više fizičkih i pravnih osoba radi olakšanja i promicanja obavljanja gospodarskih djelatnosti njegovih članova, da bi poboljšale ili povećale njihov učinak, ali tako da ono za sebe ne stječe dobit.
Gospodarsko interesno udruženje (fra. Groupement d'interet economique) ima korijene u francuskom pravu (fra. Lex groupements d'interet economique, skraćeno GIE Uredba br. 67. – 821. od 23. rujna 1697.), a 25. rujna 1985. Vijeće ministara EU-a prihvatilo je Uredbu br. 2137/85 EEC o uvođenju europskoga gospodarskoga interesnog udruženja (Groupement europeen d'interet economique – GEIE, Europäische Wirtschaftliche Interessenvereinigung – EWIW, European Economic Interest Grouping, EEIG), s time da se primjenjuje od 1. srpnja 1989., te da se od toga dana ono može izravno osnovati u svim državama članicama EU bez obzira na to jesu li one uredbu preuzele u svoja zakonodavstva ili nisu.